# Izu-Ōshima

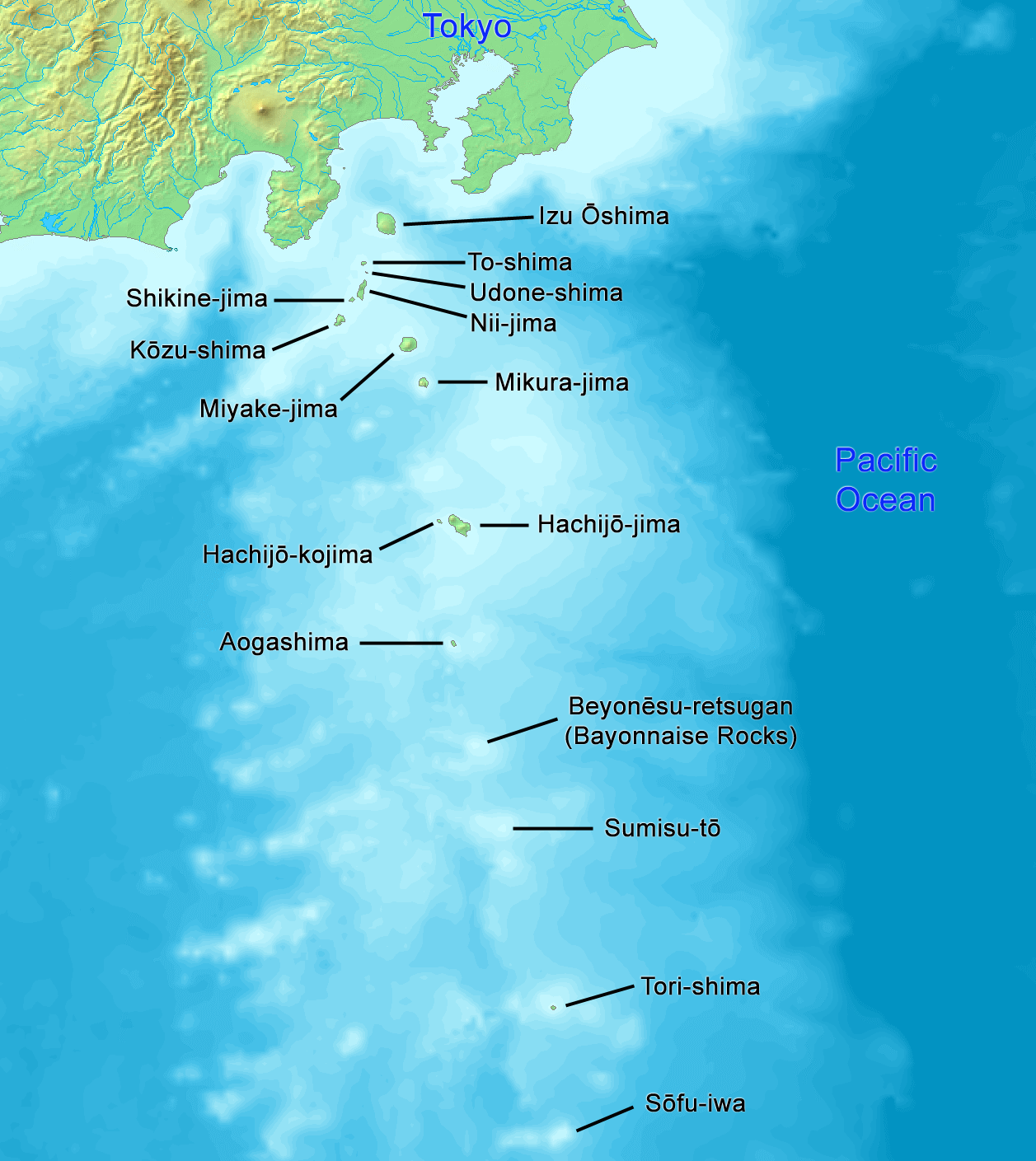
Lägeskarta

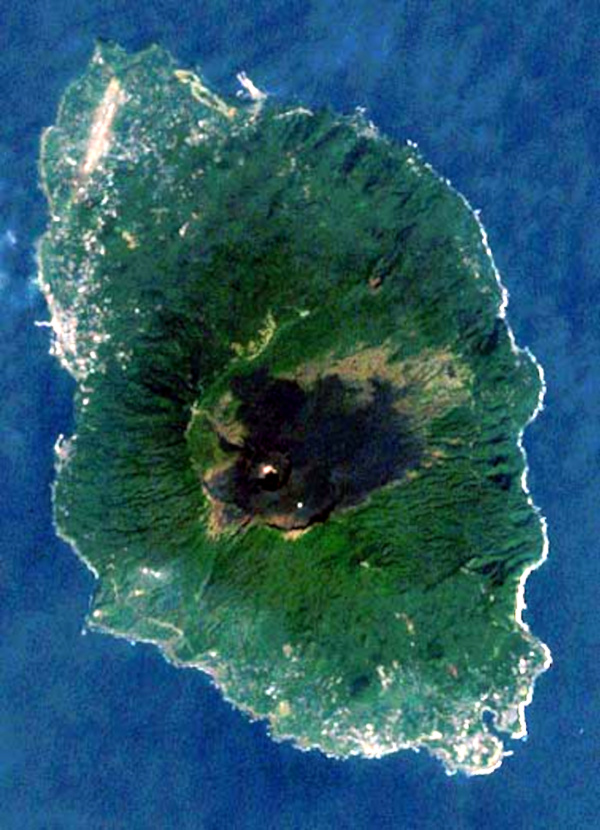
Izu- Ōshima

Izu-Ōshima (japanska  (伊豆大島?) Izu-Ōshima) är en ö bland Izuöarna i nordvästra Stilla havet som tillhör Japan.

## Geografi
Izu-Ōshima ligger cirka 120 kilometer söder om Tokyo och cirka 36 km väster om staden Ito.
Ön är av vulkaniskt ursprung och har en areal om cirka 91,6 km² med en längd på cirka 15 km och bredd cirka 9 km. Den högsta höjden är den aktiva vulkanen Mihara-yama på cirka 764 m ö.h. Ön ingår i också i nationalparken "Fuji-Hakone-Izu National Park" och är ett populärt turistmål från fastlandet för sin natur, sina heta källor, de praktfulla kameliaträden och inte minst den aktiva vulkanen.
Befolkningen uppgår till cirka 8 600 invånare fördelad på huvudorten på öns norra del nära flygplatsen och några småbyar. Förvaltningsmässigt utgör ön del i subprefekturen Ōshima-shichō och tillhör Tokyo prefektur på huvudön Honshu. Izu Ōshima utgör en egen kommun, Ōshima-machi.
Öns flygplats Ōshima Kūkō (Ōshima Airport, flygplatskod "OIM") har kapacitet för lokalt flyg och ligger på öns norra del, det finns även regelbundna färjeförbindelse med bland annat Atami i Shizuoka prefektur på fastlandet.

## Historia
Det är osäkert när Izu-Ōshima upptäcktes men ön har varit bebodd i flera tusen år.  Redan under Edoperioden under Tokugawaklanen användes åtminstone Miyake-jima och Hachijō-jima bland Izuöarna till exil för kriminella.
1878 under Meijirestaurationen blev ön en del i Tokyo prefektur och 1926 inrättades subprefekturen Ōshima-shichō.
1936 skapades nationalparken "Fuji-Hakone-Izu National Park" och ön införlivades i parkområdet 1964. 
1943 omstrukturerades Tokyos förvaltningsstruktur och Izu-Ōshimas förvaltning övergick till "Tokyo-to-cho" (länsstyrelsen för Tokyo, engelska "Tokyo Metropolitan Government"). Efter andra världskriget hamnade ön tillfälligt från januari till mars 1946 under amerikansk förvaltning. 
1955 slogs öns sex olika byar ihop till förvaltningsenheten Ōshima machi (Oshima-stad) även om orterna finns kvar som enskilda byar.
I november 1986 fick vulkanen Mihara-yama sitt senaste utbrott, vulkanen är även en central del i filmen "The Return of Godzilla" från 1984 och "Godzilla vs. Biollante" från 1989.